# Църногорово
Местността Църногорово се намира на около 4 км югоизточно от Малко Търново, около Църногоровска река.
Тя е една от най-красивите местности в района, любимо място за отдих на малкотърновци и гостите на града. Тук е изграден голям параклис „Св. Богородица“. Водата от извора при параклиса е лековита.
От средата на ХІХ в. в деня на Голяма Богородица (28 август) тук се провежда традиционният Църногоровски панаир. Заедно с панаира в м. Делиево (дн. в Турция) двамата събора са били най-прочутите и на тях е идвало населението от цяла Странджа.
След 1992 г. Църногоровският панаир е част от Летните културни празници на община Малко Търново.